# George Kumi
George Kumi es un diplomático ghanés.
- Fue socio en Marcos Odu and Company.
- Fue presidente ejecutivo del Sunyani Municipal District.
- En 2001 fue el director general de Georgio-Investment Limited, promotores inmobiliarios.
- De 2001 a 07 de septiembre de 2006 fue embajador de Ghana a Trípoli (Libia).[1]
- Del 22 de septiembre de 2006 a 2008 fue Alto Comisionado en Abuya.[2]
- El sábado 13 de junio de 2015 la New Patriotic Party celebró sus primarias para elegir a sus candidatos al Parlamento de Ghana para las elecciones generales de 2016.
- En la Sunyani East (Ghana parliament constituency) Kumi consiguió 387 votos mientras el miembro titular del Parlamento, Kwasi Ameyaw-Cheremeh alcanzó 388 votos.[3]